# Острув (Люблінецький повіт)
Острув (пол. Ostrów, нім. Ostrow) — село в Польщі, у гміні Кохановиці Люблінецького повіту Сілезького воєводства.
У 1975-1998 роках село належало до Ченстоховського воєводства.